# Den purpurröda manteln
Den purpurröda manteln (originaltitel: The Robe) är en amerikansk biblisk mastodontfilm från 1953 i regi av Henry Koster. Filmen är baserad på den historiska romanen The Robe (svenska: "Icke av denna världen" eller "Den purpurröda manteln") från 1942 av Lloyd C. Douglas.
Filmen var den första som hade premiär i Cinemascope. I Sverige hade den premiär den 18 december 1953 på biografen Rigoletto i Stockholm. Vid Oscarsgalan 1954 blev den nominerad till fem Oscar och vann två: bästa regi och bästa kostym. Vid Golden Globe-galan vann den pris för bästa film i kategorin drama.
År 1954 hade uppföljaren Gladiatorerna (Demetrius and the Gladiators) premiär, i regi av Delmer Daves.

## Handling
Marcellus (Richard Burton) är en romersk tribun. Han är ansvarig för Kristi korsfästelse och vinner hans mantel genom ett spel. Efteråt plågas han av mardrömmar.

## Rollista i urval
- Richard Burton – Marcellus Gallio
- Jean Simmons – Diana
- Victor Mature – Demetrius
- Michael Rennie – Peter
- Jay Robinson – Caligula
- Dean Jagger – Justus
- Torin Thatcher – Senator Gallio
- Richard Boone – Pilate
- Betta St. John – Miriam
- Jeff Morrow – Paulus